# Horslips
Horslips este o formație de muzică rock din Irlanda, înființată în 1970 la Dublin. Grupul a folosit ca principală sursă de inspirație folclorul național, dând astfel naștere stilului celtic rock. S-a bucurat de atenția publicului mai ales la jumătatea anilor 1970, când a înregistrat un succes important în Germania și a fost remarcat de iubitorii de rock progresiv; este considerat unul dintre cele mai importante grupuri rock irlandeze. Cele mai apreciate discuri Horslips sunt The Táin (1973) și The Book of Invasions (1976), ambele inspirate din epopeile irlandeze – primul, din ciclul Ulster, iar al doilea, din Cartea invaziilor. În jurul anului 1977, formația s-a reorientat stilistic și tematic, apropiindu-se de punk rock și abordând subiecte sociale. Horslips s-a desființat în 1980 și a revenit în 2004, oferind mini-recitaluri la diverse ocazii și lansând un nou album cu interpretări unplugged ale pieselor de succes din anii 1970.

## Discografie

### Albume de studio
- Happy to Meet – Sorry to Part (1972)
- The Táin (1973)
- Dancehall Sweethearts (1974)
- The Unfortunate Cup of Tea (1975)
- Drive the Cold Winter Away (1975)
- The Book of Invasions (1976)
- Aliens (1977)
- The Man Who Build America (1978)
- Short Stories/Tall Tales (1979)
- Roll Back (2006)

### Albume în concert
- Live (1976)
- The Belfast Gigs (1980)

### Compilații
- Tracks from the Vaults (1977)